# ترايكونكس
ترايكونكس Triconex هو الاسم التجاري لشركة إنفنسيس الرائدة في أنظمة السلامة والتحكم. كما أن هذا الاسم يعطى أيضا لمنتجاتها الخاصة بالسلامة والتحكم. تم شراء مجموعة شركات انفينسيس العالمية من قبل شنايدر اليكتريك في عام 2013 مقابل 4.6 بليون دولار.
ويعد ترايكونيكس من أفضل منتجات شركة انفينسيس لعدة أسباب منها أن النظام يحتوي على 3 متحكمات رئيسية تتواصل مع بعضها البعض لانتخاب أفضل نتيجة واستخدام تلك النتيجة في الحسابات، ممايعطي درجة عاليه في الأمان. وضمان إجراء أعمال الصيانة دون انقطاع في آلة العمل الموصول بها النظام. صمم نظام الترايكون عام 1986 من قبل غاري هفتون وفريق من المبرمجين.

## آلية العمل
يعمل الترايكون بمبدأ الوحدات الثلاثية الزائدة Triple Modular Redundancy أو (TMR) وهو يتم ذلك عن طريق وصل كل من المتحكمات الرئيسية الثلاث Main Processor أو (MP) بقناة خاصة لتبادل البيانات من وحدات الإدخال Input Module إلى المتحكم الرئيسي وإلى وحدات المخرجات Output Modules. كل من وحدات المدخلات والمخرجات مزودة بثلاث قنوات لتم تبادل البيانات بينها وبين كل من المتحكمات الرئيسية الثلاث بشكل منفصل. بمعنى ان لا تداخل في البيانات المدخلة والمخرجه من المتحكمات الرئيسية الثلاث.
تتواصل المتحكمات الرئيسية الثلاث مع بعضها البعض طوال فترة التشغيل عن طريق قناة خاصة خلف الهيكل المعدني Chassis تدعى TriBus. عند استلام البيانات المدخلة عن طريق وحدات الإدخال، يتواصل كل من المتحكمات الرئيسية الثلاث مع المتحكمين الاخرين. لاجراء انتخاب لافضل نتيجة لتحديد قيمة المدخلات الاقرب إلى الواقع بنسبة أفضل 2/3. بمعنى ان لو كانت القيمة المدخلة إلى المتحكم الأول 1, وللثاني 1, وللثالث 0. فيفترض التراكيون ان النيجة الأقرب للواقع هي 1. لأن 2 من أصل 3 متحكمات رئيسية اتفقت على ذلك. ويتم استخدام تلك القيمة في الحسابات داخل البرنامج المعد من المستخدم. ويتم اعطاء النتيجة إلى وحدات المخرجات بنفس الآلية. مع العلم أنه إذا تم تشغيل متحكمين ئيسيين فقط تصبح نسبة الانتخاب أفضل ½.
يؤمن هذا التصميم قدرة عالية على تحمل الأخطاء Fault tolerance سواء كانت داخلية من الترايكون نفسه أو خارجية أو الأخطاء العرضية Transient Faults. كما أنه يعمل النظام على أساس مستوى كمالية السلامة 3 SIL3 الخاص بأنظمة السلامة الصناعية

## نظام ترايكونكس
يتألف نظام ترايكونكس من القطع المادية Hardware والبرمجيات Software. يحمل العتاد نفس الاسم بينما البرمجيات تدعى ترايستيشنTriStation.

## الأجزاء المادية Hardware
- وحدة المعالجة (ثلاثية مع التصويت)TMR-MPs.
- وحدات الإدخال والإخراجI/O modules.
- وحدة الاتصال والشبكة Communication modules.
- وحدات التزويد بالطاقة الكهربائية Power Supply
- الهيكل المعدني Chassis والذي يحمل كل الأجزاء المادية السابقة
- وحدات وصل وحدات المدخلات والمخرجات مع الموقع Marshaling Modules
- واجهة المستخدم HMI.
- طرفية المبرمج EWS. وهي التي يتم عمل البرنامج بواسطتها من قبل المبرمج.

## البرامجيات
- ترايستيشن TriStation 1131 وهو ثلاثة تطبيقات رئيسية (البرنامج TriStation 1131, المراقب Diagnostic Monitor, سجل الاحداث Sequence of Events).

يمكن برنامج TriStation المبرمج من التواصل المباشر مع الترايكون لعمل أي تنزيل Download أو تحميل Upload أو للمراقبة. وأيضا عمل برامج متعددة داخل المشروع الواحد. وبجميع لغات البرمجة المعروفة وهي
- برمجة سلّمية (Ladder Diagram).
- لغة «مخطط مستطيلات وظيفي» (Function Block Diagram).
- نص منظم (Structured Text) مثل لغة باسكال.
- السبب والأثر (Cause and Effect).

## إنظر أيضا
- نظام التحكم الموزع.
- سكادا.